# Bernard Maseli
Bernard Zygmunt Maseli (ur. 19 sierpnia 1965 w Strzelcach Opolskich) – polski muzyk, wibrafonista, kompozytor, pedagog, realizator nagrań, wirtuoz gry na instrumencie KAT.

## Życiorys
Absolwent Wydziału Jazzu i Muzyki Rozrywkowej Akademii Muzycznej w Katowicach, następnie wykładowca w tej uczelni.
Od 1985 członek grupy Walk Away. Założyciel grupy The Globetrotters. Od 2006 członek międzynarodowej grupy The Colors (Krzysztof Ścierański, Marek Raduli, Bernard Maseli, Paul Wertico).
W 2009 habilitował się. W 2017 otrzymał od prezydenta tytuł profesora sztuk muzycznych.

## Dyskografia

### Albumy
- 1986 Penelopa (Poljazz PSJ / Wipe)
- 1989 Magic Lady (Walk Away)[6]
- 1989 Walk Away (Walk Away)[6]
- 1990 Live (Walk Away)[6]
- 1992 Help Yourself (Walk Away)[6]
- 1994 F/X (Walk Away)[6]
- 1995 Electric Live (Back In (duet Zbigniew Jakubek i Bernard Maseli))
- 1995 Music Painters (Bernard Maseli, Krzysztof Ścierański, José Torres)[6]
- 1995 Saturation (Walk Away)[6]
- 1996 Other Story (Bernard Maseli, Krzysztof Ścierański, José Torres)[6]
- 1997 Walking Around (Walk Away)[6]
- 1999 Melodies (Anna Serafińska)[7][8]
- 2000 The Globetrotters (The Globetrotters)[9]
- 2000 Double Walk (Walk Away)[6]
- 2002 Upojenie (Anna Maria Jopek i Pat Metheny)[6]
- 2002 Lepszy model (Kasia Klich)[6]
- 2003 Fairy Tales Of The Trees (The Globetrotters)[9]
- 2004 Live (płyta solowa)[6]
- 2004 Independent (Krzysztof Ścierański)[6]
- 2004 The Beautiful Country (Zbigniew Preisner)[6]
- 2004 Queen of the night street (Pomaton EMI)
- 2005 Session Natural Irish & Jazz (Carrantuohill)[6]
- 2005 Zariba (Walk Away)[6]
- 2006 Both Sides (The Globetrotters)[9]
- 2007 Silence, Night And Dreams (Zbigniew Preisner)[6]
- 2009 Stop Don't Talk (The Globetrotters)[9]
- 2010 Wake Up (Sleeping Camels)[6]
- 2010 The Colors – Ścierański, Raduli, Maseli, Kuczyński
- 2012 Live – Noya, Jakubek, Maseli
- 2012 ”I’m Gonna Rock You” – Beata Przybytek
- 2012 ”Unfinished Business” – Dean Brown
- 2012 „Między Nami” – Dominika Zioło
- 2012 „Me & My Guitar” – Grzegorz Skawiński
- 2013 Diabeł mi Cię dał – Iza Kowalewska
- 2014 Sunshine of your Love – MaBaSo
- 2014 Night Lakes – Krzysztof Ścierański
- 2015 The best of Walk Away – Walk Away
- 2015 Black Bird – Black Bird
- 2015 Złote Myśli Kobiety – Małgorzata Maliszczak
- 2015 Heart Made – Anna Ruttar
- 2017 We Will Rock You – MaBaSo
- 2022 MTV Unplugged – Lady Pank[10]